# Eugene, Oregon
Thành phố Eugene là quận lỵ của Quận Lane, tiểu bang Oregon, Hoa Kỳ. Nó nằm ở cuối phía nam Thung lũng Willamette tại nơi tiếp giáp của sông McKenzie và sông Willamette, khoảng 60 dặm Anh (100 km) phía đông của Duyên hải Oregon. Eugene là thành phố lớn thứ ba của tiểu bang Oregon với dân số ước tính là 148.595 cho đến năm 2006, và là vùng đô thị lớn thứ hai. Eugene trước đây đã trở thành thành phố lớn thứ hai của tiểu bang sau Portland, nhưng đã bị Salem chiếm vị trí tính theo dân số vào khoảng năm 2004.
Eugene là nhà của Đại học Oregon. Thành phố cũng nổi bật vì vẻ đẹp tự nhiên của nó, cách sống chọn lựa, những dịp vui chơi giải trí (đặc biệt là xe đạp, thuyền vượt thác, và thuyền kayak), và tiêu điểm nghệ thuật. Khẩu hiệu của Eugene là "Thành phố vĩ đại của thế giới về nghệ thuật và thể thao ngoài trời." Nó cũng được gọi tên là "Vương quốc Lục ngọc bảo," "Thành phố Lục ngọc bảo," "Cộng hòa Nhân dân Eugene," hay "Thủ đô Điền kinh Thế giới." Công ty giày Nike bắt đầu khởi nghiệp tại Eugene.

## Lịch sử

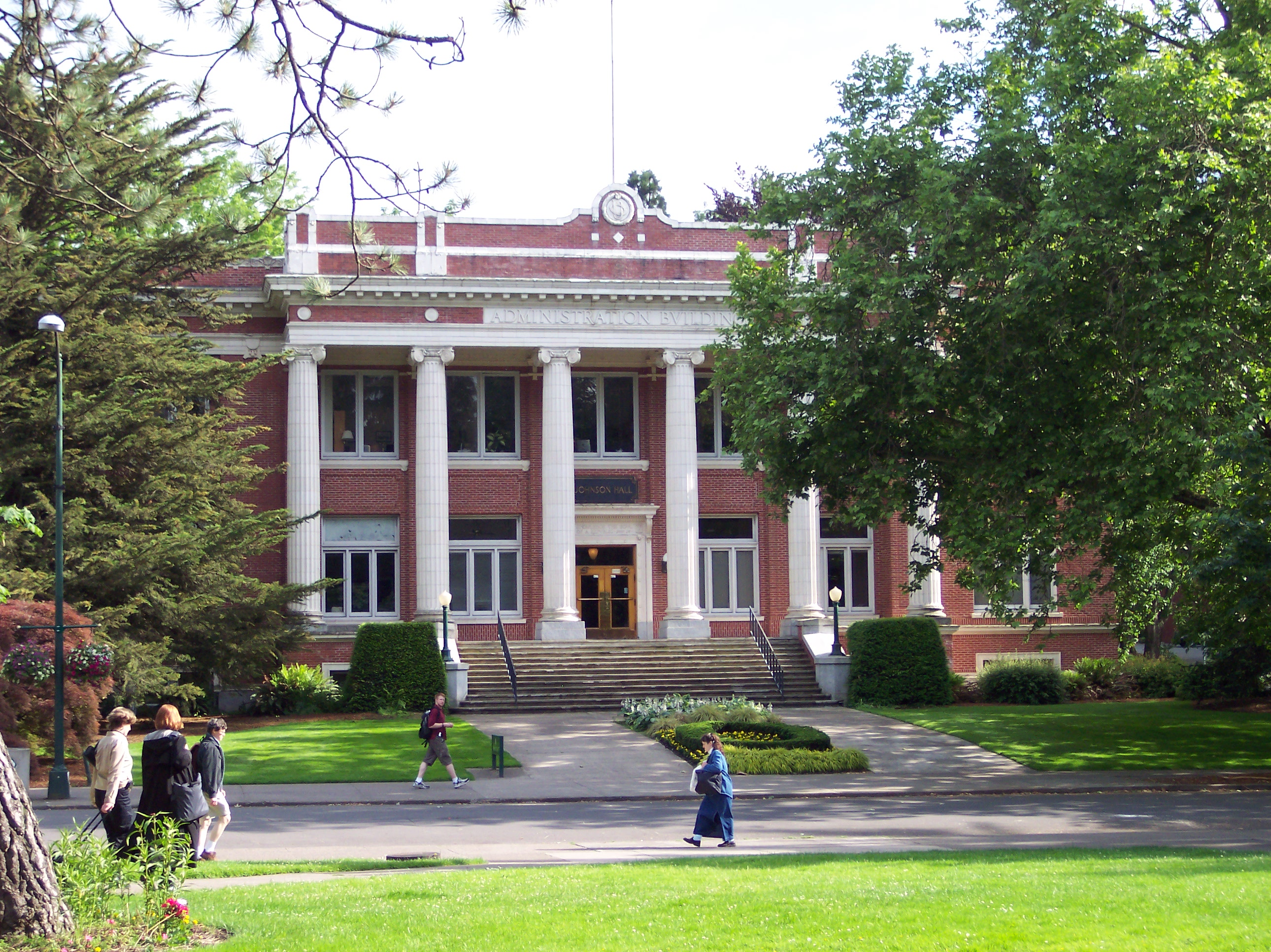
Tòa nhà Johnson thuộc Đại học Oregon

Eugene được đặt tên của người sáng lập ra thành phố là Eugene Franklin Skinner. Năm 1846, Skinner dựng nhà chòi đầu tiên trong khu vực. Nó được dùng như một trạm mậu dịch và cũng được dùng làm trạm bưu điện năm 1850. Vào lúc đó, nó được biết với cái tên là Skinner's Mudhole. Skinner thành lập Eugene năm 1862 và sau đó điều hành dịch vụ phà ngang qua sông Willamette nơi cầu Ferry Street (Đường bến phà) bây giờ đang đứng ở đó.
Cao đẳng Columbia được thành lập quanh vùng tương tự vùng của Đại học Oregon, một vài năm sớm hơn nhưnng bị hỏa họa hai lần lớn trong bốn năm và quyết định không tái xây dựng. Thậm chí ngày nay, người ta vẫn còn gọi một phần phía nam của Eugene là "Đồi Cao đẳng," vì nó là vị trí trước đây của Cao đẳng College (ngày nay không có trường cao đẳng nào ở đó).
Thị trấn đã gây quỹ để mở một Đại học Công lập mà sau này trở thành Đại học Oregon với hy vọng là biến thị trấn nhỏ này thành một trung tâm văn hóa học tập. Năm 1872, Lập pháp Oregon đã thông qua một dự luật phê chuẩn trường đại học này. Thị trấn Albany lân cận là một đối thủ cạnh tranh lớn nhất của Eugene trong việc giành quyền làm nhà cho viện đại học này. Năm 1873, thành viên cộng đồng J. H. D. Henderson đã hiến tặng khu đất trên đỉnh đồi để làm khuôn viên cho trường đại học hướng xuống thành phố. Trường đại học mở lần đầu tiên vào năm 1876. Tòa nhà đầu tiên của đại học chưa hoàn thành cho đến năm 1877. Đại học Oregon đã và đang dẫn đầu về đa dạng chủng tộc từ lúc mới bắt đầu; lớp khai giảng đầu tiên có hai học sinh Nhật Bản. Tuy nhiên, ngày nay có ít hơn 400 trong khoảng 16.000 sinh viên chưa tốt nghiệp là người Mỹ gốc châu Phi.
Eugene là nhà của công ty điện lực công lớn nhất Oregon.

## Địa lý và khí hậu

### Địa lý
Eugene nằm ở vị trí 44°3′28″B 123°6′37″T / 44,05778°B 123,11028°TĐã đưa tham số không hợp lệ vào hàm {{#coordinates:}} (44.057663, -123.110345), có cao độ là 426 ft.
Theo Cục Điều tra Dân số Hoa Kỳ, thành phố có tổng diện tích là 105,0 km² (40,6 mi²)1. 104,9 km² (40,5 mi²) là đất và 0,1 km² (0,04 mi²) hay 0.10% là nước.
Phía bắc của phố chính là Công viên Skinner Butte. Công viên Hendricks nằm trên một đồi nhỏ phía đông của phố chính. Công viên Alton Baker nằm dọc theo Sông Willamette gồm có Đường mòn Pre và Vườn Hồng Owens. Một đỉnh cao có tên gọi là Spencer Butte ở phía nam thành phố có thể cho thấy bộ mặt của Eugene và bờ sông chính của sông Willamette. Núi Pisgah Arboretum ở về phía đông là một công viên đặc biệt và lớn và là nơi tổ chức lễ hội nấm (mushroom festival) hàng năm.
Eugene có rừng trong thành phố. Khuôn viên Đại học Oregon cũng chính là một rừng cây gỗ, với khoảng trên 500 loại cây khác nhau. Thành phố điều hành và bảo trì những con đường mòn dành cho đi bộ đường dài ngắm cảnh mà đi qua các đỉnh của nhiều ngọn đồi trong phần phía nam của thành phố.
Sông Willamette và sông McKenzie chảy qua Eugene và thành phố lân cận là Springfield.

### Khí hậu
Nhiệt độ hàng năm trung bình của Eugene là 52,1 °F (11,2 °C); lượng mưa hàng năm của thành phố là 50,9 inch (1293 mm). Eugene trung bình thật sự lạnh hơn Portland, mặc dù cách xa 100 dặm (160 km) về phía nam và điều duy nhất khiến nó lạnh hơn là ở cao độ cao hơn Portland. Nhiệt độ thấp trung bình của Eugene vào tháng 7 là 52,7 °F (11,5 °C), trong khi nhiệt độ thấp trung bình vào tháng 7 của Portland là 56,5 °F (13,6 °C). Nhiệt độ mùa đông trung bình (và nhiệt độ cao mùa hè) thì tương tự ở hai thành phố. 
| Nhiệt độ bình thường hàng tháng và nhiệt độ kỷ lục cao và thấp                   |      |      |      |      |      |      |      |      |      |      |       |       |
| Tháng                                                                            | Một  | Hai  | Ba   | Tư   | Năm  | Sáu  | Bảy  | Tám  | Chín | Mười | M.Một | M.Hai |
| Cao kỷ lục °F                                                                    | 67   | 72   | 78   | 86   | 93   | 102  | 105  | 108  | 103  | 94   | 76    | 68    |
| Cao bình thường °F                                                               | 46,5 | 50,7 | 55,9 | 60,6 | 66,8 | 73,3 | 81,5 | 81,9 | 76,6 | 64,6 | 52,1  | 45,7  |
| Thấp bình thường °F                                                              | 33   | 34,9 | 36,7 | 38,9 | 42,7 | 47   | 50,8 | 50,8 | 46,7 | 40,5 | 37,2  | 33,3  |
| Thấp kỷ lục °F                                                                   | -4   | -3   | 20   | 27   | 28   | 32   | 39   | 38   | 31   | 17   | 12    | -12   |
| Lượng mưa (in)                                                                   | 7,65 | 6,35 | 5,8  | 3,66 | 2,66 | 1,53 | 0,64 | 0,99 | 1,54 | 3,35 | 8,44  | 8,29  |
| Nguồn: USTravelWeather.com Lưu trữ ngày 30 tháng 10 năm 2007 tại Wayback Machine |      |      |      |      |      |      |      |      |      |      |       |       |

## Kinh tế
Những chủ nhân lớn nhất là Đại học Oregon, chính quyền địa phương, và Trung tâm Y tế Trái tim Thiêng (Sacred Heart Medical Center). Các ngành kỹ nghệ lớn nhất của Eugene là sản xuất hàng mộc và sản xuất xe tiêu khiển.
Tổng hành dinh của Công ty do công nhân có phần làm chủ Bi-Mart và hệ thống Market of Choice do gia đình làm chủ đặt tại Eugene. Công ty Monaco Coach và Marathon Coach có tổng hành dinh tại Coburg, Oregon lân cận. Hynix Semiconductor America có một nhà máy sản xuất bán dẫn lớn ở phía tây Eugene. Tiệm bán hàng Emporium được thành lập tại North Bend, có tổng hành dinh tại Eugene, nhưng đã đóng cửa vào năm 2002. Công ty Trồng trọt Hữu cơ (Organically Grown Company) là nhà phân phối rau quả hữu cơ lớn nhất vùng tây bắc, khởi nghiệp tại Eugene năm 1978 như một nơi họp tác phi lơi nhuận cho giới nông gia trồng trọt bằng phân bón hữu cơ.
Nhiều doanh nghiệp đa quốc gia đã khởi sự tại Eugene. Một số nổi tiếng gồm có Nike, Taco Time, Aldus Software (bây giờ là Adobe Systems), và Broderbund Software.

## Thành phố kết nghĩa
Eugene có bốn thành phố kết nghĩa:
- Kathmandu, Nepal
- Irkutsk, Nga
- Kakegawa, Nhật Bản
- Chinju, Hàn Quốc